# Lepidozia
Lepidozia là một chi rêu trong họ Lepidoziaceae.

## Các loài
- Lepidozia azorica, Buch & Perss.